# Jimmy Conrad
James Conrad (Arcadia, 1977. február 12. –) amerikai válogatott labdarúgó, edző.

## Sikerek

### Válogatott
- USA
  - CONCACAF-aranykupa: 2005